# Massacro di Maragha

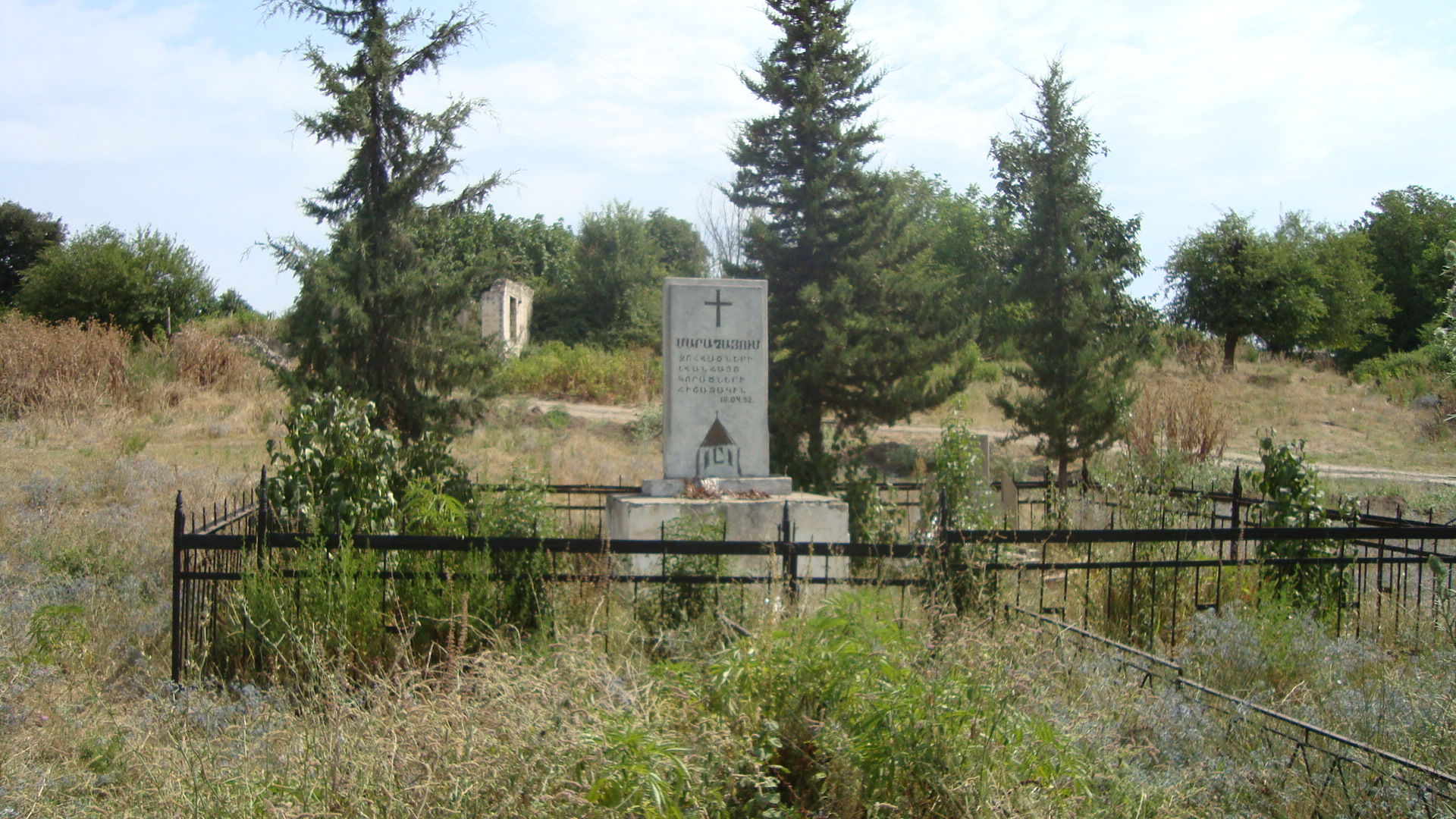
cippo commemorativo posto nel villaggio di Nor Maragha (Nuova Maragha)

Il massacro di Maragha (anche Maraga, Maraghar) avvenne il 10 aprile 1992 nell'omonimo villaggio della provincia di Martakert, estremo lembo nord orientale della Repubblica del Nagorno Karabakh.  Al termine della guerra il villaggio si è trovato sotto controllo azero, prossimo alla linea di confine tra i due territori.

## I fatti
Forze speciali azere, gli OMON, penetrarono nel villaggio e compirono atti di violenza contro la popolazione armena dello stesso. L'incursione avvenne alle prime luci dell'alba e secondo alcuni testimoni oculari i soldati azeri erano spalleggiati da carri armati guidati da soldati russi. Le forze armene di resistenza erano nettamente inferiori e tardarono a lanciare la richiesta di soccorso.
Dopo alcune ore di combattimento gli armeni, grazie ai rinforzi nel frattempo sopraggiunti, riuscirono a rioccupare il villaggio ma si trovarono di fronte ad una carneficina.

## Bilancio del massacro
Una preliminare indagine di HRM ed un successivo dossier di Amnesty International concordano nell'indicare in quarantatré i civili uccisi nel massacro. Molti cadaveri riportavano mutilazioni. Una cinquantina sarebbero stati rapiti e di loro si è persa ogni traccia.

## Rivendicazione
È opinione comune ritenere che il massacro di Maragha fu una vendetta per il massacro di Khojaly avvenuto due mesi prima.
A capo del battaglione azero Gurtulush vi era Shanin Talib Tagiyev che il 23 giugno 1992 fu insignito con il titolo di “eroe nazionale dell'Azerbaigian".

## Testimonianza della baronessa Cox
La baronessa inglese Caroline Cox ha condotto una delegazione di osservatori per verificare i danni ed intervistare i testimoni oculari dei fatti. Secondo un rapporto edito da “Solidarietà cristiana nel mondo” furono rapiti un centinaio di donne e bambini. Cox definì Maragha come “un moderno Golgota ripetuto molte volte”. .